# エリー湖

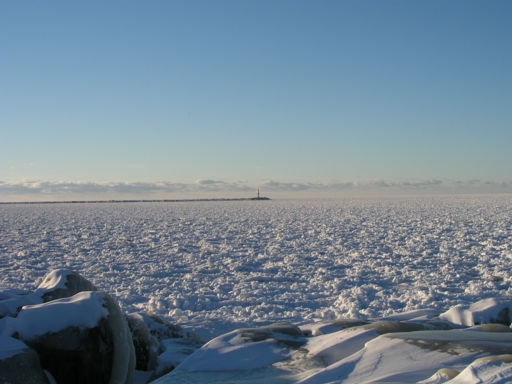
クリーブランド近郊の南岸の冬の湖面

五大湖におけるエリー湖の位置

エリー湖（エリーこ、英: Lake Erie [ˈɪəri]、仏: Lac Érié）は、北アメリカにある五大湖のうちの1つの湖。世界では13番目の面積をもつ淡水湖。英語の発音は「イャリー」に近い。25,821km2の面積を持ち、458km3の水を湛えている、平均の水深は18mと浅く、2.6年で水が循環する。
エリー湖に流れ込む主な川は、ヒューロン湖とセントクレア湖を源泉とするデトロイト川であり、流れ出た水はナイアガラ川とナイアガラの滝を経て、オンタリオ湖に流れ込む。エリー湖に流入、流出する他の主な川は、グランド川（Grand River）、レイスン川（River Raisin）、モーミー川（Maumee River）、カヤホガ川（Cuyahoga River）である。

## エリー湖の歴史と地理
エリー湖周辺には、もともとこの湖の名前のもとになったエリー族などの先住民族が居住していた。
その後、ヨーロッパ人がアメリカ大陸に去来し、五大湖に到達した。エリー湖はその中で最後にヨーロッパ人が存在を知った湖であり、オンタリオ湖から流れ出る川をたどって、ヒューロン湖に荷物を運んでいたフランス人の探検隊がエリー湖の存在を知った。
エリー湖の南にオハイオ州、ペンシルベニア州、ニューヨーク州が位置しており、西にはミシガン州、そして北にはオンタリオ州がある。カナダ最南端のポイントピーリー国立公園は、湖にカナダ側から突き出した半島に位置している。エリー湖の東部分のいくつかの島には住人がおり、ピーリー島を除き、オハイオ州に帰属している。ニューヨーク州バッファロー市、ペンシルベニア州エリー市、オハイオ州トリード市、それにオハイオ州クリーブランド市の4つの都市が湖岸にある。
北岸のオンタリオ州ロング・ポイントには長さ40 kmの砂嘴があり、「ロング・ポイント生物圏保護区」としてユネスコの生物圏保護区とラムサール条約登録地に指定されている。砂嘴は水面下のモレーン地形に堆積物ができたことにより形成され、一帯には森林が広がり、砂丘、断崖、沼地、池、草地、砂浜、湾の多様な地形がある。ロング・ポイントはコハクチョウ、オオホシハジロ、アメリカホシハジロなどの渡り鳥の重要な中継地で、一帯の森林は温帯の広葉樹林（カロリニアの森）、針葉樹林およびオークのサバナがメインであり、森林にはアメリカニンジン、アメリカアナグマ、ミドリメジロハエトリ、チャネルダーター、コウモリ、オオカバマダラなどが生息している。また、ウミアイサ、カワアイサ、オオカバマダラなどが生息する西部のピーリー岬（ポイントピーリー国立公園）一帯も1987年にラムサール条約登録地となった。
エリー湖から下流への水運は、五大湖を結ぶ五大湖水路（Great Lakes Waterway）の一部であるウェランド運河（Welland Canal）が使用される。またニューヨークへ流れるハドソン川との間にはエリー運河が、ミシシッピ川へ流れるオハイオ川との間にはオハイオ・エリー運河があり、19世紀にはエリー湖周辺の物流と産業化・都市化に貢献した。
他の五大湖と同じように、冬にエリー湖の上を吹く冷たい風は大量の水分を含み、対岸の都市に大雪をもたらすことで知られている。これにより、内陸部であるにもかかわらず南岸にあるバッファロー市は、アメリカで最も雪が降る都市の1つである。しかし、エリー湖は冬の極寒期には凍結し、その影響は和らぐ。
エリー湖の水は周囲の農業に多大な恵みをもたらす。北岸のカナダ側は様々な野菜や果物を生産しており、その生産量はカナダ国内でも上位に位置する。南岸のペンシルベニアやニューヨーク州では、ブドウが生産されている。

## 水質問題
1960年代から1970年代にかけて、エリー湖の汚染が深刻な問題となった。沿岸のクリーブランド市や他のオハイオ州からの工業用排水と家庭用排水が絶え間なく流入し、かつては盛んであった漁も中止され、湖岸からの釣りも行われなくなった。しかし、1969年6月に『カヤホガ川の火災』が発生するまでなんら対策がとられることはなかった。その後徐々に水質は回復し、魚を始めとして、昆虫やそれらを食べる鳥が戻ってきている。しかし、水運により持ち込まれたロシア原産の外来種カワホトトギスガイ（ゼブラガイ、Zebra mussel, Dreissena polymorpha）が大繁殖を起こし、在来の生態系の破壊や在来の二枚貝に与える影響、エリー湖の水資源を利用する工業への影響などが問題になっている。またもう一つの外来種ウミヤツメ（Sea Lamprey Petromyzon marinus）が在来種の魚類に与える影響も未だに深刻である。現在においても残存する重金属（鉛、水銀、カドミウム）とPCB汚染は残っており、捕獲した魚は食用には勧められない。現在も続く汚染源として、広大な農地で使われる農薬や化学肥料の流出、降雨時に下水処理場の能力をこえあふれ出る生活汚水も無視できない。

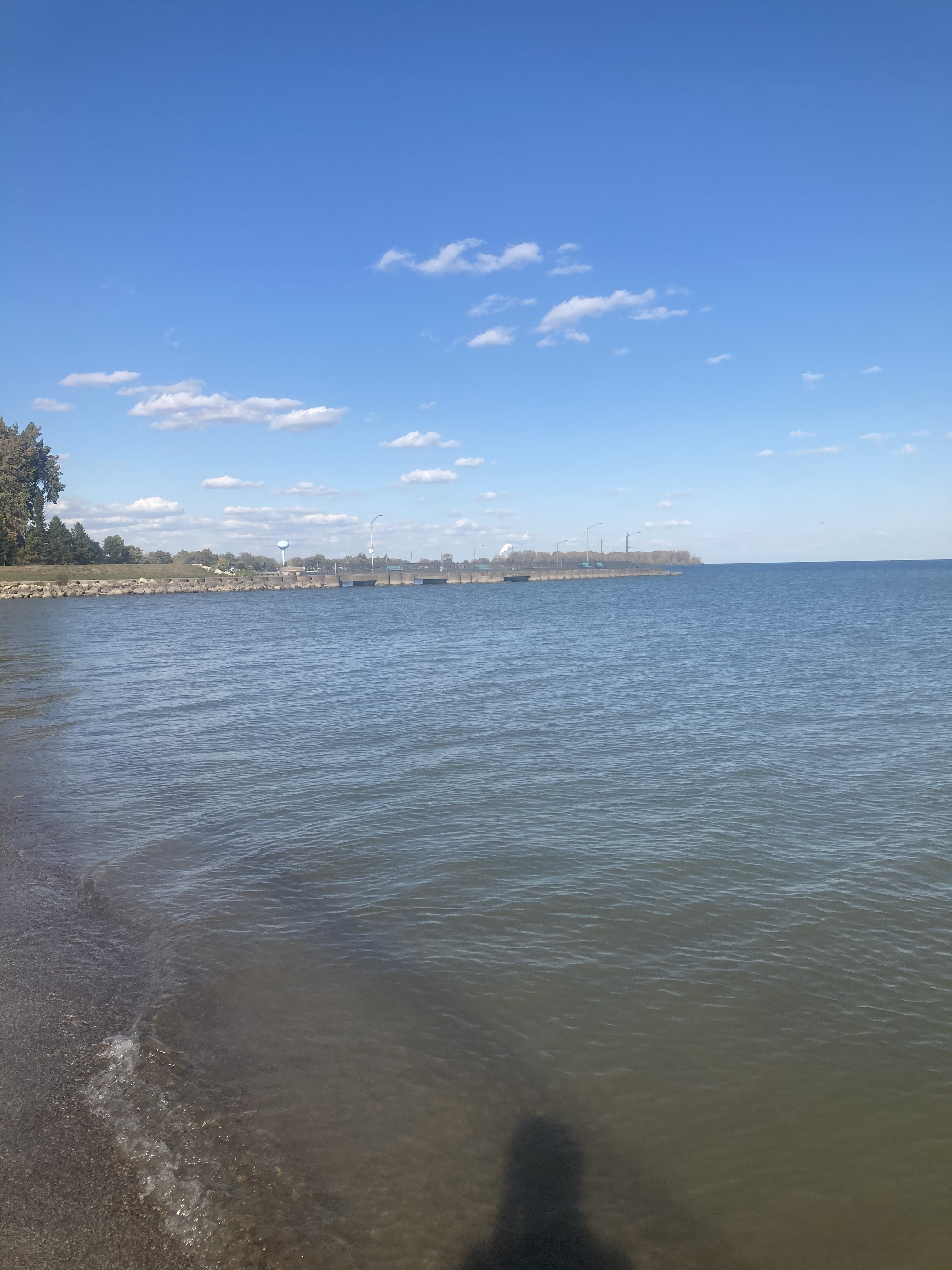
ミシガン州ルナタウンのエリー湖

## エリー湖の島
- ビッグ・チキン島（英語版）
- チック島（英語版）
- イースト・シスター島（英語版）
- ジブラルタル島（英語版）
- グリーン島（英語版）
- ガル島（英語版）
- ヘン島（英語版）
- ケリーズ島（英語版）
- リトル・チキン島（英語版）
- ロスト・バラスト島（英語版）
- ミドル島
- ミドル・ベース島（英語版）
- ミドル・シスター島（英語版）
- マウス島（英語版）
- ノース・ベース島（英語版）
- ノース・ハーバー島（英語版）
- ピーリー島（英語版）
- ラトルスネイク島（英語版）
- サウス・ベース島（英語版）
- スターヴ島（英語版）
- シュガー湖（英語版）
- タートル島（英語版）
- ウエスト・シスター島（英語版）